# Pasteurella multocida
La Pasteurella multocida è una specie di batterio gram-negativo, cocco-bacillo sensibile alla penicillina della famiglia dei Pasteurellaceae. La specie è classificata in cinque diversi sierotipi  (A, B, C, D, E, F) basandoti sulla composizione capsulare e 16 serovars somatici (1-16). P. multocida è conosciuta per essere la causa dell'apparizione di varie malattie tanto tra mammiferi come tra uccelli, come ad esempio il colera aviare (serotipo A, molto tipico in Messico), la rinopatia cronica atrofica nei maiali (serotipo D) e la setticemia emorragica nei bovini (serotipo B). Può anche essere la causa dell'apparizione di zoonosi in umani dopo il morso di un animale. È inoltre parte della microbiota del sistema respiratorio di molti uccelli arboricoli.
Il sierotipo E della Pasteurella multocida è generalmente saprofita e, a volte, può causare gravi lesioni al tratto respiratorio.

## Storia
Fu scoperta per la prima volta nel 1878 in uccelli infetti da colera aviare, ma fu isolata solo nel 1880 da Louis Pasteur, da cui riceve il nome Pasteurella multocida. La prima scoperta di patologie umane per causa di questo batterio fu scoperta nel 1917 da Von Boer, che riscontrò in un'infezione di P.multocida, la causa di una forte diarrea di un allevatore di polli.